# Park Narodowy „Paanajarwi”
Park Narodowy „Paanajarwi” (ros. Национальный парк «Паанаярви») – park narodowy w północno-zachodniej europejskiej części Rosji, na terenie wchodzącej w skład tego państwa Republiki Karelii, w rejonie łouchskim.
Park utworzono 20 maja 1992 r. w celu ochrony unikatowych walorów przyrodniczych jeziora Paanajarwi i dorzecza rzeki Ołanga.

## Położenie
Park Narodowy Paanajarwi leży w pobliżu koła podbiegunowego, a jego zachodnia granica jest zarazem granicą państwową Federacji Rosyjskiej. Od strony fińskiej do parku Paanajarvi przylega Park Narodowy Oulanka, powstały w 1956 r.
Część Parku znajduje się w strefie przygranicznej z Finlandią, z czego, według przepisów prawa rosyjskiego wynikają pewne ograniczenia w turystyce i możliwościach prowadzenia badań naukowych.

## Powierzchnia
Powierzchnia Parku Narodowego Paanajarvi zajmuje 104,4 tys. ha, co stanowi blisko połowę powierzchni Rejonu łouchskiego.
Lasy zajmują 78 tys. ha (75,5% powierzchni parku), wody – 10,9 tys. ha (10,6% powierzchni) a bagna – 13,0 tys. ha (12,6%).